# Padang Sawah
Padang Sawah is een bestuurslaag in het regentschap Kampar van de provincie Riau, Indonesië. Padang Sawah telt 1002 inwoners (volkstelling 2010).